# Сен-Клар-де-Ривьер
Сен-Клар-де-Ривье́р (фр. Saint-Clar-de-Rivière, окс. Sent Clar de Ribèra) — коммуна во Франции, находится в регионе Юг — Пиренеи. Департамент — Верхняя Гаронна. Входит в состав кантона Мюре. Округ коммуны — Мюре.
Код INSEE коммуны — 31475.

## География
Коммуна расположена приблизительно в 610 км к югу от Парижа, в 24 км к юго-западу от Тулузы.
На востоке коммуны протекает река Туш.

## Климат
Климат умеренно-океанический. Зима мягкая и снежная, весна характеризуется сильными дождями и грозами, лето сухое и жаркое, осень солнечная. Преобладают сильные юго-восточные и северо-западные ветры.

## Население
Население коммуны на 2010 год составляло 1174 человека.
| 1962 | 1968 | 1975 | 1982 | 1990 | 1999 | 2010 |
| ---- | ---- | ---- | ---- | ---- | ---- | ---- |
| 316  | 350  | 503  | 585  | 743  | 874  | 1174 |

## Экономика
В 2010 году среди 788 человек трудоспособного возраста (15—64 лет) 599 были экономически активными, 189 — неактивными (показатель активности — 76,0 %, в 1999 году было 73,3 %). Из 599 активных жителей работали 552 человека (296 мужчин и 256 женщин), безработных было 47 (17 мужчин и 30 женщин). Среди 189 неактивных 58 человек были учениками или студентами, 76 — пенсионерами, 55 были неактивными по другим причинам.

## Достопримечательности
- Замок Сен-Клар-де-Ривьер (XVIII век). Исторический памятник с 1991 года[4]
- Церковь Сен-Клер